# Сант'Еуфемија а Мајела
Сант'Еуфемија а Мајела (итал. Sant'Eufemia a Maiella) је насеље у Италији у округу Пескара, региону Абруцо.
Према процени из 2011. у насељу је живело 274 становника. Насеље се налази на надморској висини од 866 м.

## Становништво
Према резултатима пописа становништва 2011. у општини је живело 299 становника.
| 1931. | 1936. | 1951. | 1961. | 1971. | 1981. | 1991. | 2001. | 2011. |
| ----- | ----- | ----- | ----- | ----- | ----- | ----- | ----- | ----- |
| 1.898 | 1.778 | 1.453 | 923   | 633   | 474   | 406   | 365   | 299   |